# ゲラ州
ゲラ州（ゲラしゅう、Guéra Region）は、チャドの州。チャド南部に位置する。州都はモンゴ。

## 概要
人口306,653人(1993年)。うち263,843人が定住民、42,810 人が遊牧民で、定住民のうち農村居住者が219,884人、都市居住者が43,959人である。ゲラ州の住民はHadjarai人が66.18%、アラブ人が21.11 %を占める。

## 下位行政区画
ゲラ州にはゲラ県とバール・シグナカ県の2つの県がある。